# Obwód orłowski

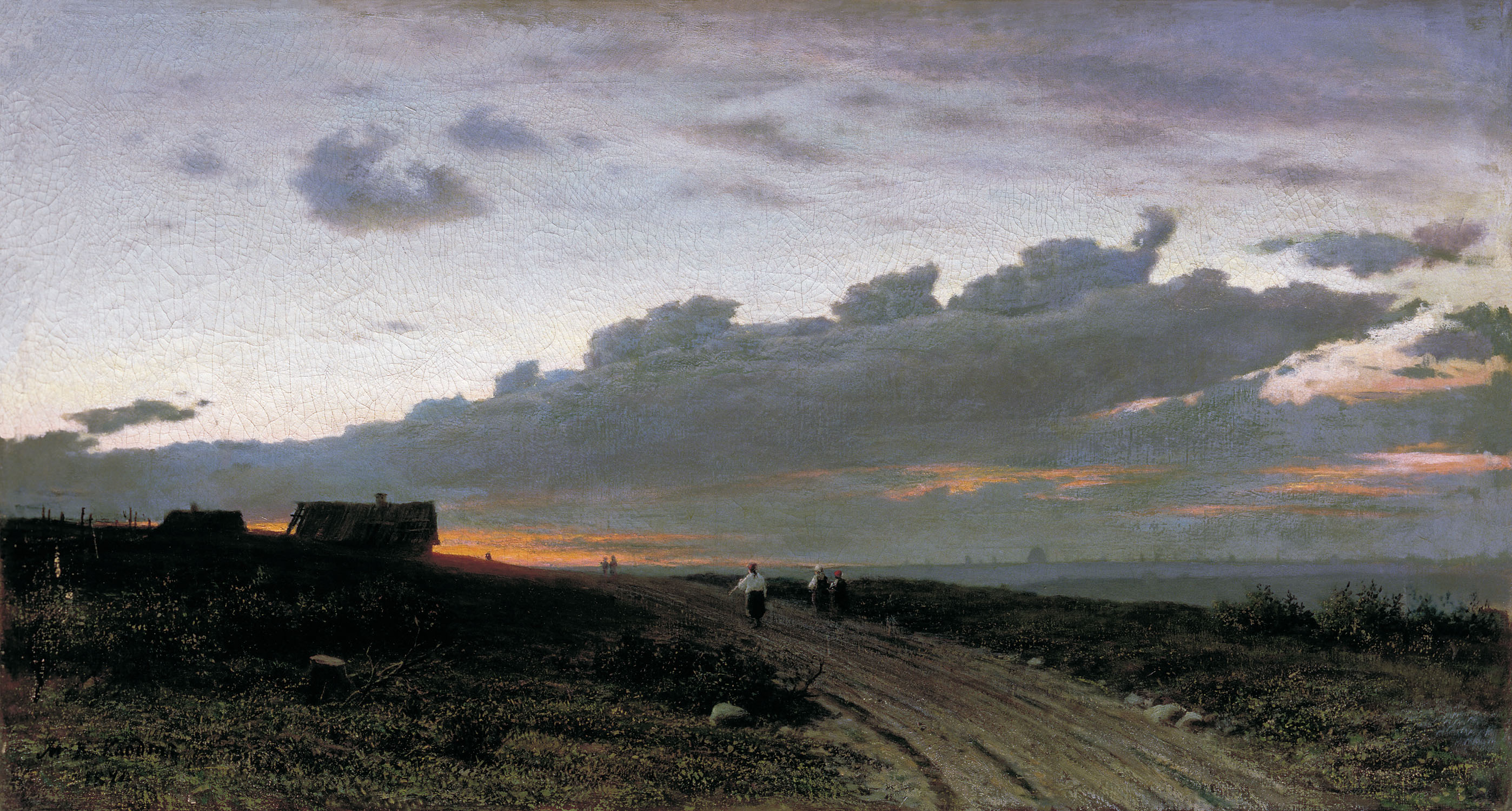
Wieczorny widok na wsi. Gubernia orłowska. M. Clodt, 1874

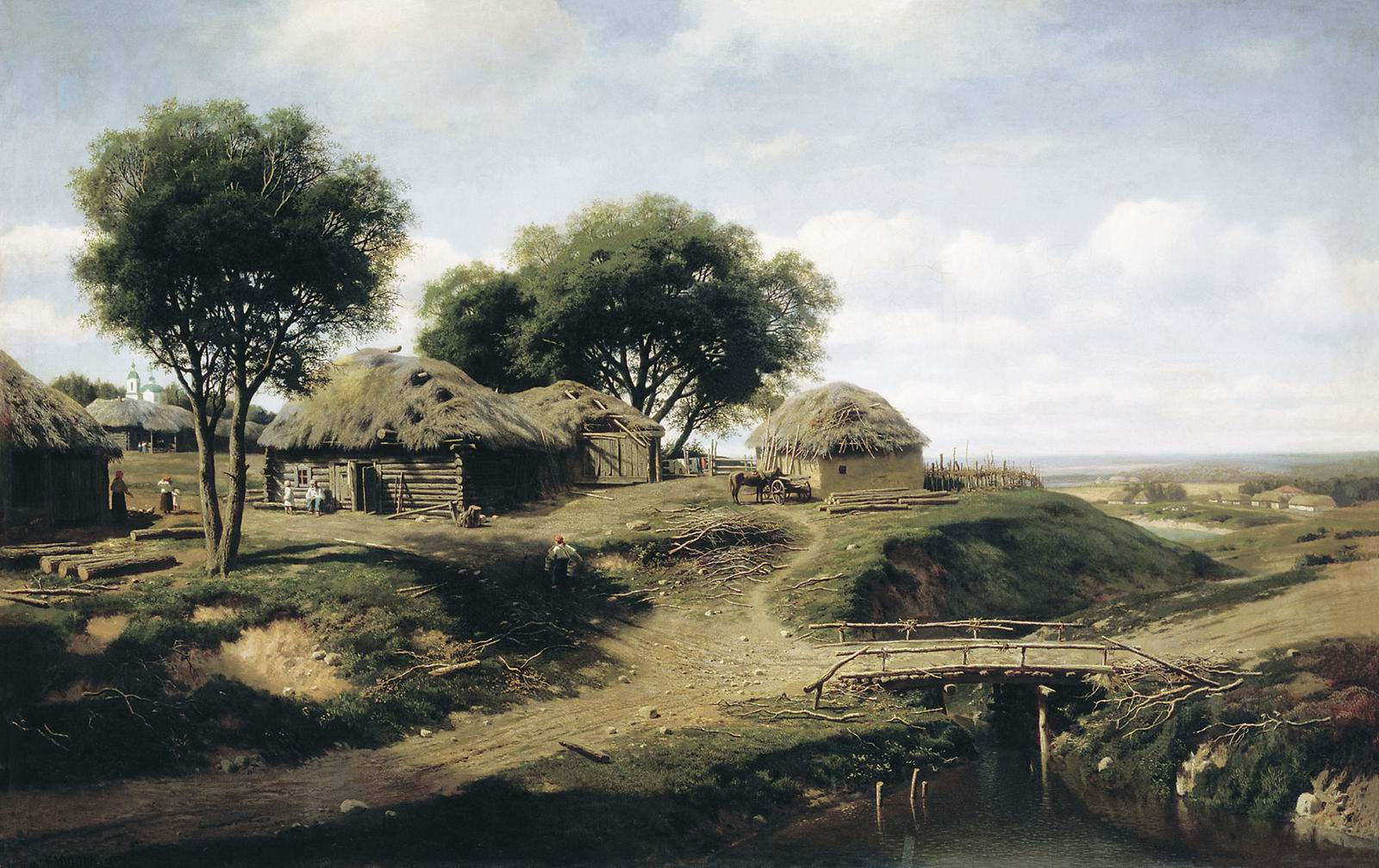
Wieś w guberni orłowskiej. M. Clodt, 1864

Obwód orłowski (ros. Орловская область) – jednostka administracyjna Federacji Rosyjskiej.

## Geografia

### Położenie
Obwód orłowski leży w zachodniej części Rosji, niedaleko od granicy z Białorusią i Ukrainą.
Region ten położony jest we wschodniej Europie, na terenie niewysokiej wyżyny, stanowiącej część Wyżyny Środkoworosyjskiej, wschodzącej w skład Niziny Wschodnioeuropejskiej.

#### Przynależność administracyjna
Pod względem administracyjnym obwód orłowski wchodzi w skład utworzonego w 2000 Centralnego Okręgu Federalnego.

### Powierzchnia
Obwód orłowski ma powierzchnię 24 652 km.²
Powierzchnię obwodu stanowią głównie grunty orne i lasy, złożone przede wszystkim z drzew liściastych z niewielką domieszką gatunków iglastych, które zawierają także gatunki roślin typowe dla obszarów lasostepu. Na terenie obwodu, zwłaszcza w części południowej występują także skupiska roślinności stepowej.
Przez obszar obwodu przepływają liczne rzeki i strumienie. Główną rzeką regionu jest Oka, a poza tym, dużymi rzekami są m.in. Sosna i Zusza.

### Klimat
W obwodzie panuje klimat umiarkowany ciepły o charakterze kontynentalnym.
Zima jest niezbyt długa i dość ciepła (średnia temperatura w styczniu to ok. -7 °C), zaś lato długie i ciepłe (średnia temperatura w lipcu to nieco ponad +19 °C).
W obwodzie notuje się dość wysoki poziom opadów, głównie w postaci deszczu, którego największe nasilenie przypada na czerwiec.

### Roślinność
Pod względem roślinnym region leży na granicy stepu i lasostepu.
Dość dużą część obwodu zajmują lasy. Największa lesistość występuje w północno-zachodniej części regionu. Lasy porastające obwód to w większości lasy liściaste, złożone głównie z dębów, brzóz, osik itp. Bardziej na południe, w strefie lasostepów, tj. obszarów gdzie w zależności od warunków terenowo-glebowych tereny leśne występują na przemian ze stepowymi, wśród gatunków drzew dominują dęby z domieszką lipy, klonu, jesionu i wiązu.

### Świat zwierzęcy
Na terenie obwodu żyją m.in. wilki, łosie, lisy, dziki, wydry, tchórze, zające, wiewiórki, susły itd.
Z ptaków spotkać można np. gawrony, skowronki, jaskółki, jerzyki, wróble, dzikie kaczki i gęsi, a z ryb m.in. płotki, okonie, leszcze, szczupaki i miętusy pospolite.

## Strefa czasowa
Obwód należy do moskiewskiej strefy czasowej (MSK): do 25 października 2014 UTC+04:00 przez cały rok, od 26 października 2014 UTC+03:00 przez cały rok. Jeszcze wcześniej, przed 27 marca 2011 roku, obowiązywał czas standardowy (zimowy) strefy UTC+03:00, a czas letni – UTC+04:00.

## Historia

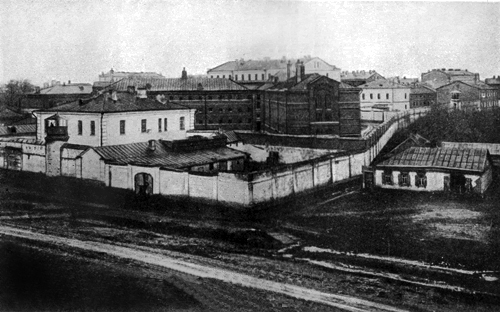
Więzienie Orzeł na początku XX w.

W późnym średniowieczu sięgały tu wschodnie granice Litwy, obejmując m.in. miasta Orzeł i Mcensk. Orzeł był w XV w. jednym z najbardziej na wschód wysuniętych miast Litwy. Mcensk pomiędzy 1320 a 1505 przynależał do Litwy. Od 1547 obszar znajdował się pod panowaniem Rosji. Dmitrowsk został założony przez władcę mołdawskiego Dimitrie Cantemira w 1711 r.
W czasach carskich mieściło się tu Więzienie Orzeł, w którym więzieni byli m.in. późniejszy premier Polski Aleksander Prystor oraz późniejszy wicepremier Polski na uchodźstwie Jan Kwapiński.
Obwód wydzielono 27 września 1937 z terenów obwodu kurskiego. Obwód ten nawiązuje do tradycji istniejącej na tych terenach w latach 1788–1928 guberni orłowskiej.

## Ludność

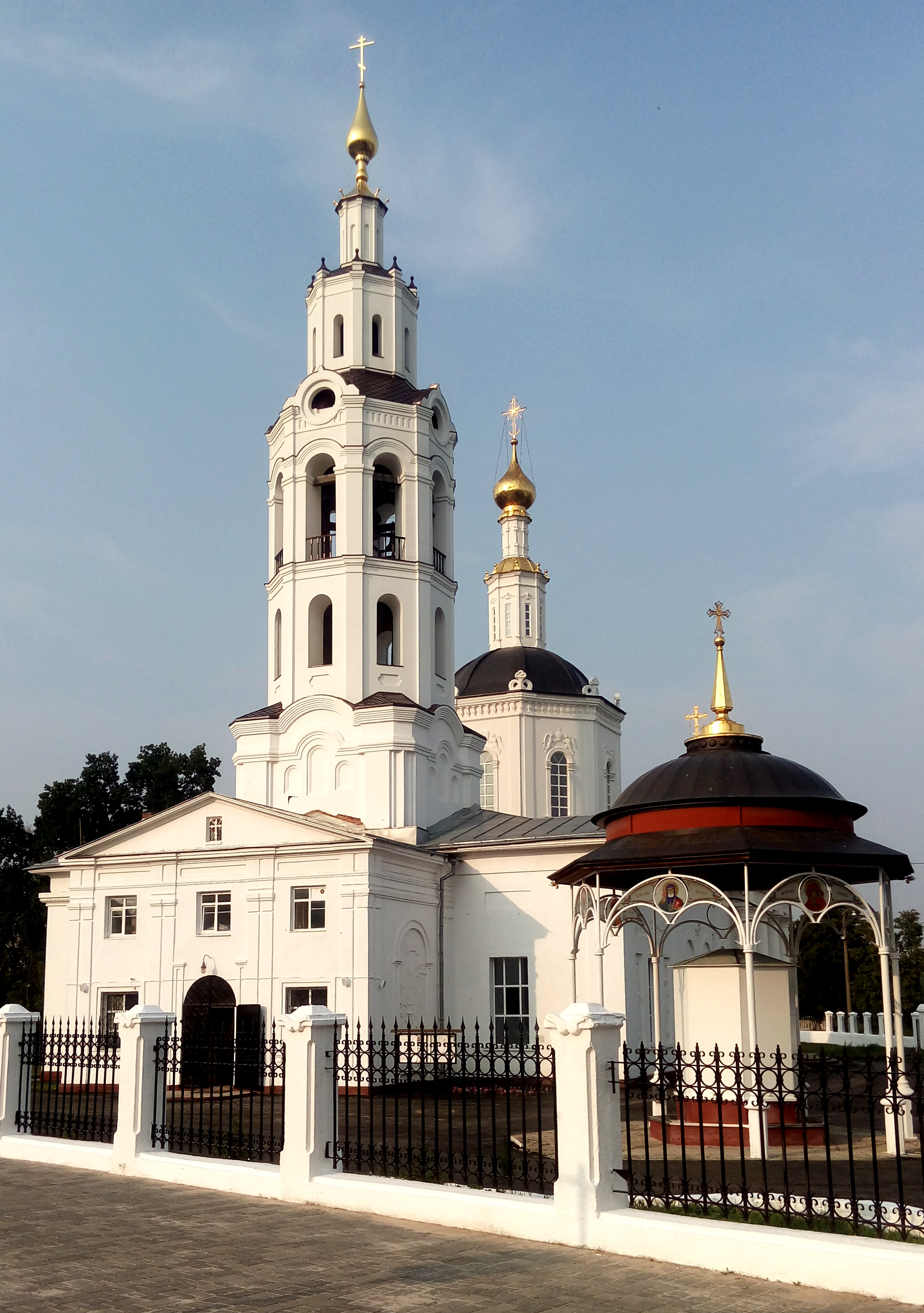
Sobór Trzech króli w Orle

W obwodzie zamieszkuje 724 686 osób (1 stycznia 2021); liczba ta w ostatnich latach spada w wyniku niskiego przyrostu naturalnego i emigracji zarobkowej do innych regionów Rosji, najczęściej dużych miast, zwłaszcza Moskwy.
Ponieważ wyjeżdżają głównie ludzie młodzi, średnia wieku mieszkańców obwodu jest dość wysoka.
Zmiany liczby mieszkańców miasta
| rok  | Liczba mieszkańców |
| ---- | ------------------ |
| 1959 | 929 013            |
| 1970 | 931 028            |
| 1979 | 892 505            |
| 1989 | 890 636            |
| 2002 | 860 262            |
| 2010 | 786 935            |
| 2019 | 739 465            |
| 2021 | 724 686            |

Ludność miejska stanowi 67,47% populacji (2019).

### Gęstość zaludnienia
Średnia gęstość zaludnienia w obwodzie wynosi 30 os./km². W rzeczywistości liczba ta jest zawyżona przez duże miasta, gdzie gęstość zaludnienia przekracza tysiąc os./km². Na ogół w obwodzie orłowskim na 1 km², przypada 12-20 os., zaś pewne części rejonów wiejskich mają zaludnienie rzędu 4–6 os./km².

### Wyznania
Większość ludności wyznaje prawosławie, istnieje także spora liczba niewierzących, pozostała po okresie przymusowej ateizacji za czasów Związku Radzieckiego.
Niektóre grupy mniejszości narodowych (np. Tatarzy, Azerowie i Czeczeni) wyznają islam. Ponadto żyją tutaj niewielkie grupy wyznawców innych religii, m.in. katolicyzmu, a także wyznawców nowych wyznań religijnych wywodzących się z tradycji protestanckiej.

### Narodowości
Niemal całą populację obwodu (ponad 95%) stanowią Rosjanie. Poza tym na terenie obwodu żyją niewielkie grupy mniejszości narodowych, z których najliczniejsi są Ukraińcy, stanowiący niespełna 1,5% populacji. Mieszkańcy obwodu wywodzący się z mniejszości nie mieszkają w zwartych grupach, a ich przedstawiciele żyją w rozproszeniu na terenie całego obszaru obwodu, zwykle w dużych miastach, zwłaszcza Orle.
Liczebność poszczególnych narodów:
| Naród       | Liczebność w 2002 r. (w tysiącach) |
| ----------- | ---------------------------------- |
| Rosjanie    | 820,0                              |
| Ukraińcy    | 11,2                               |
| Ormianie    | 3,5                                |
| Białorusini | 2,4                                |
| Azerowie    | 4,6                                |
| Czeczeni    | 2,1                                |
| Tatarzy     | 1,4                                |

wymieniono tylko narody liczące ponad 1000 osób

## Miasta i osiedla typu miejskiego

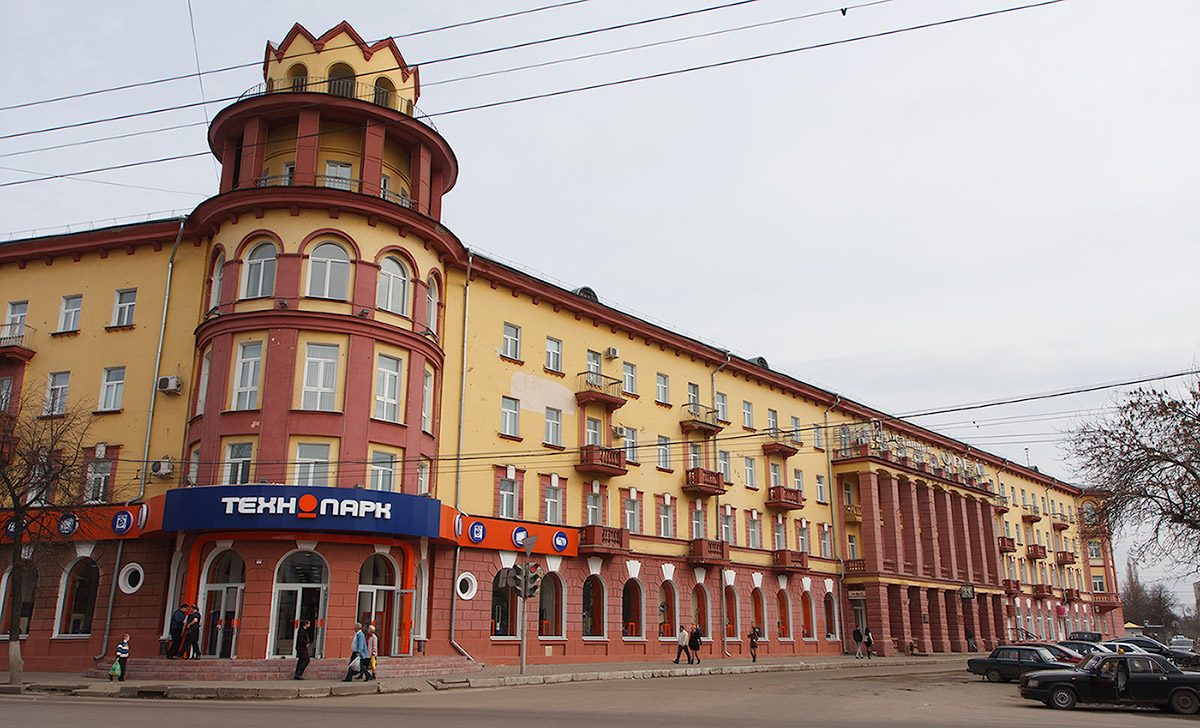
Hotel Orzeł

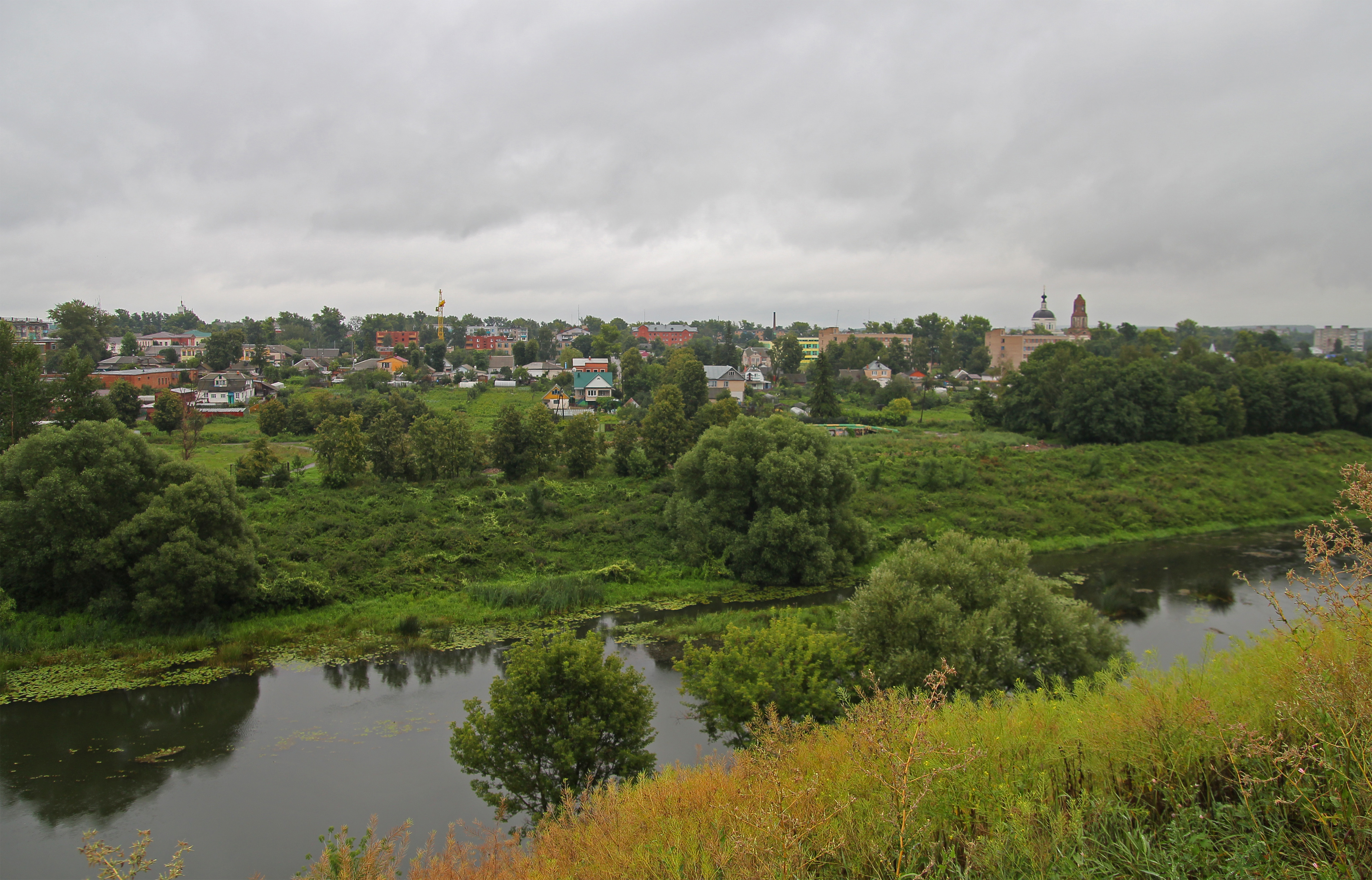
Widok na rzekę Zusza w Mcensku

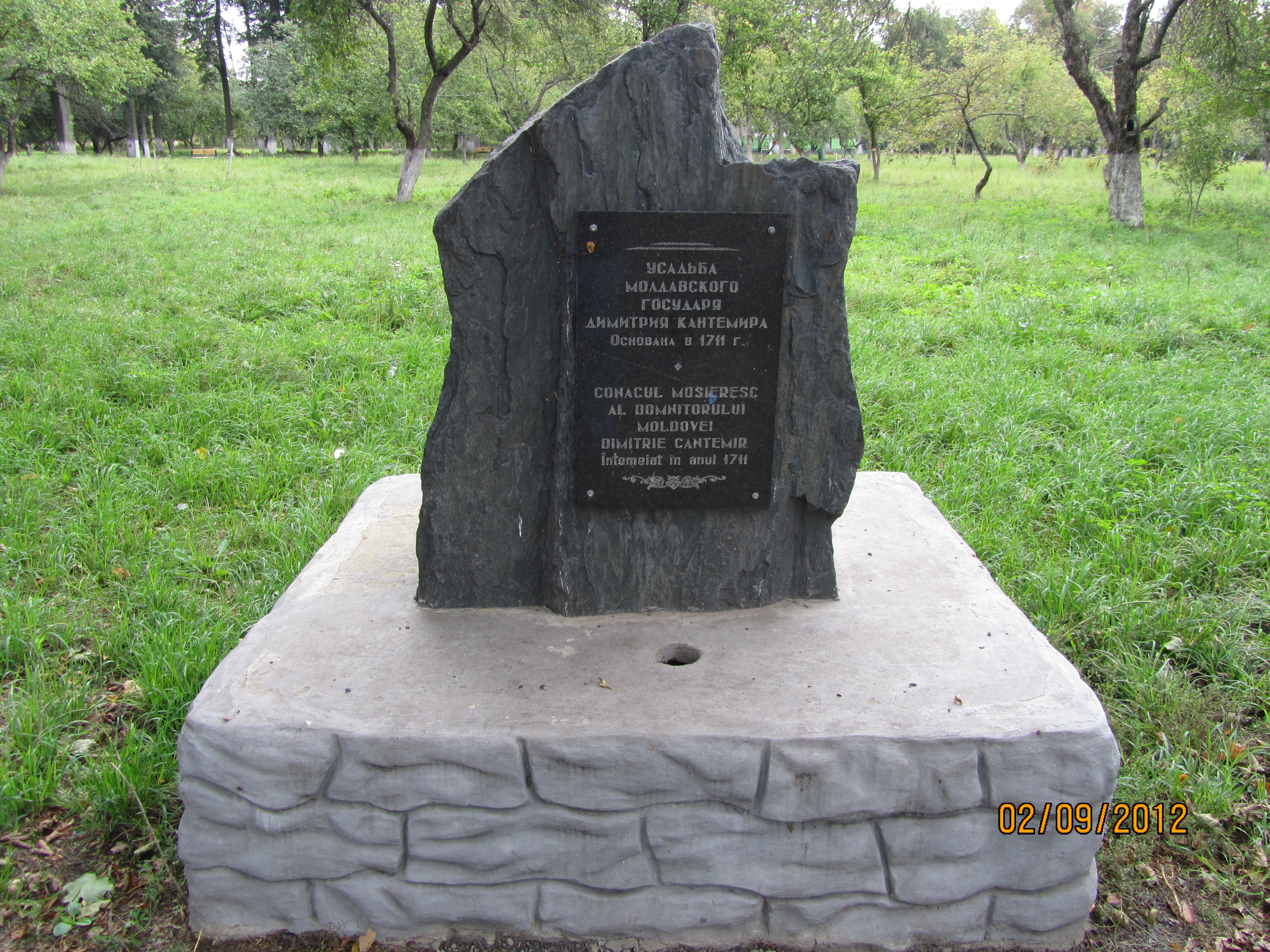
Dmitrowsk

Miasta i największe osiedla typu miejskiego (stan na 1 stycznia 2018):
| Nazwa             | Nazwa rosyjska  | Liczba mieszkańców |
| ----------------- | --------------- | ------------------ |
| Orzeł1            | Орёл            | 315.308            |
| Liwny1            | Ливны           | 47.221             |
| Mceńsk1           | Мценск          | 37.725             |
| Znamienka2        | Знаменка        | 11.411             |
| Bołchow1          | Болхов          | 11.097             |
| Naryszkino2       | Нарышкино       | 10.457             |
| Wierchowie2       | Верховье        | 6.948              |
| Kromy2            | Кромы           | 6.633              |
| Zmijowka2         | Змиёвка         | 5.794              |
| Kołpny2           | Колпна          | 5.575              |
| Głazunowka2       | Глазуновка      | 5.321              |
| Dmitrowsk1        | Дмитровск       | 5.105              |
| Zalegoszcz2       | Залегощь        | 4.890              |
| Pokrowskoje2      | Покровское      | 4.227              |
| Chomutowo2        | Хомутово        | 4.068              |
| Dołgoje2          | Долгое          | 3.926              |
| Chotyniec2        | Хотынец         | 3.755              |
| Małoarchangielsk1 | Малоархангельск | 3.276              |
| Nowosil1          | Новосиль        | 3.175              |
| Szabłykino2       | Шаблыкино       | 2.998              |

1 – miasto
2 – osiedle typu miejskiego

## Władza i administracja

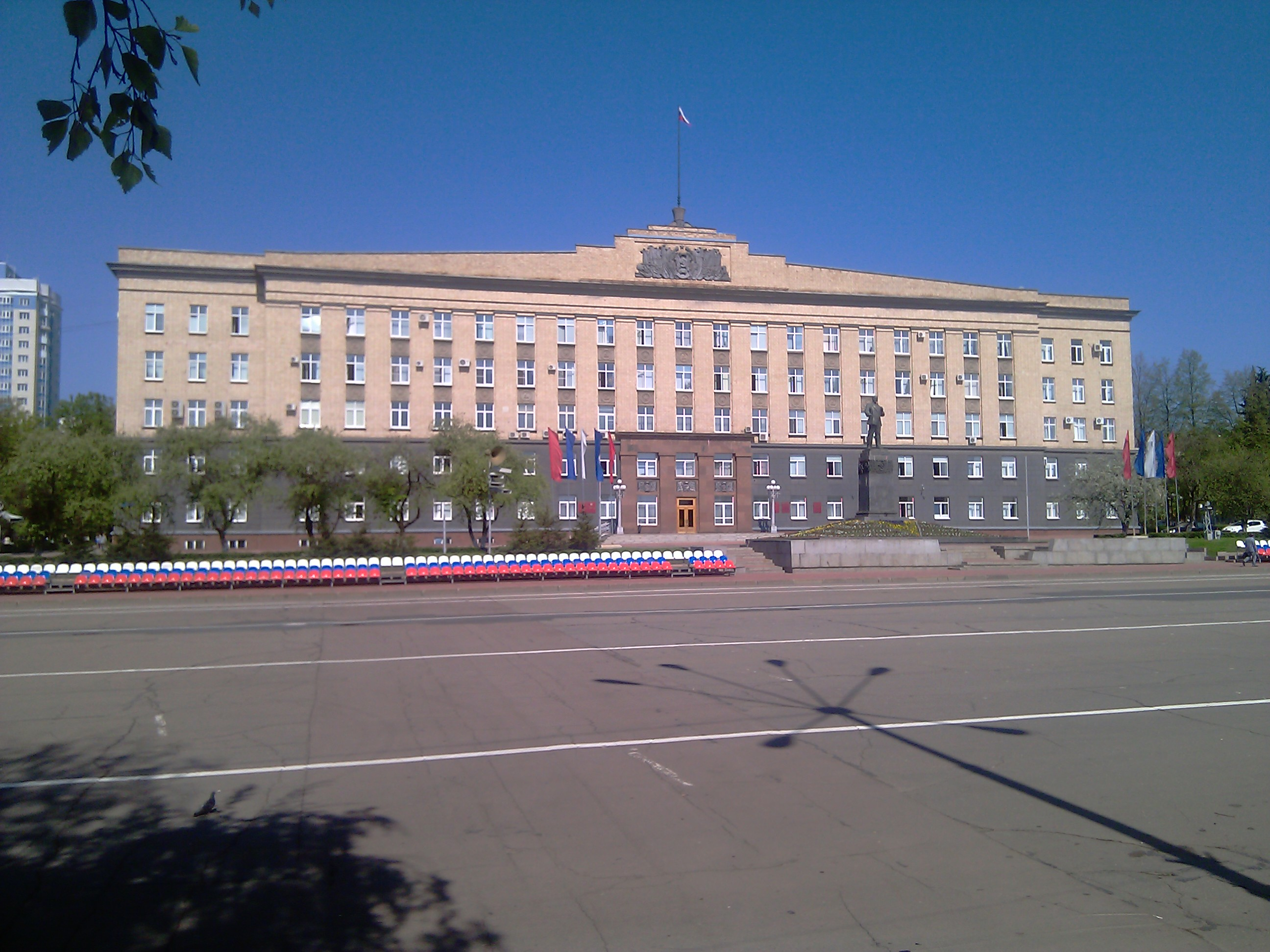
Gmach administracji obwodowej w Orle

Obwód orłowski, podobnie jak inne podmioty Federacji Rosyjskiej posiada dość szeroki zakres autonomii w sprawach lokalnych.
Władzę prawodawczą w regionie sprawuje lokalny parlament.
Naczelnym organem władzy wykonawczej oraz funkcję głowy obwodu sprawuje gubernator, powoływany przez parlament na wiosek prezydenta Federacji Rosyjskiej. Stoi on także na czele lokalnego rządu. Obecnie (2019) funkcję gubernatora sprawuje Andriej Kłyczkow.

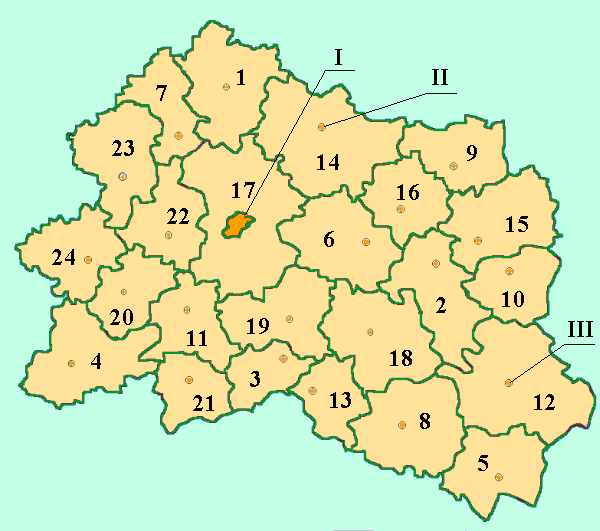
podział administracyjny obwodu orłowskiego

## Podział administracyjny
Z terenu obwodu orłowskiego obszary 3 największych miast wydzielone zostały jako odrębne jednostki administracyjne. Miastami tymi są:
I. Orzeł
II. Mceńsk
III. Liwny
Pozostała powierzchnia okręgu podzielona jest na 24 rejony.
1. Rejon bołchowski (ros. Болховский район)
2. Rejon wierchowski (ros. Верховский район)
3. Rejon głazunowski (ros. Глазуновский район)
4. Rejon dmitrowski (ros. Дмитровский район)
5. Rejon dołżanski (ros. Должанский район)
6. Rejon zalegoszczeński (ros. Залегощенский район)
7. Rejon znamieński (ros. Знаменский район)
8. Rejon kołpniański (ros. Колпнянский район)
9. Rejon korsakowski (ros. Корсаковский район)
10. Rejon krasnozorieński (ros. Краснозоренский район)
11. Rejon kromski (ros. Кромский район)
12. Rejon liwieński (ros. Ливенский район)
13. Rejon małoarchangielski (ros. Малоархангельский район)
14. Rejon mceński (ros. Мценский район)
15. Rejon nowodieriewieńkowski (ros. Новодеревеньковский район)
16. Rejon nowosilski (ros. Новосильский район)
17. Rejon orłowski (ros. Орловский район)
18. Rejon pokrowski (ros. Покровский район)
19. Rejon swierdłowski (ros. Свердловский район)
20. Rejon soskowski (ros. Сосковский район)
21. Rejon trosniański (ros. Троснянский район)
22. Rejon uricki (ros. Урицкий район)
23. Rejon chotyniecki (ros. Хотынецкий район)
24. Rejon szabłykiński (ros. Шаблыкинский район)

## Gospodarka

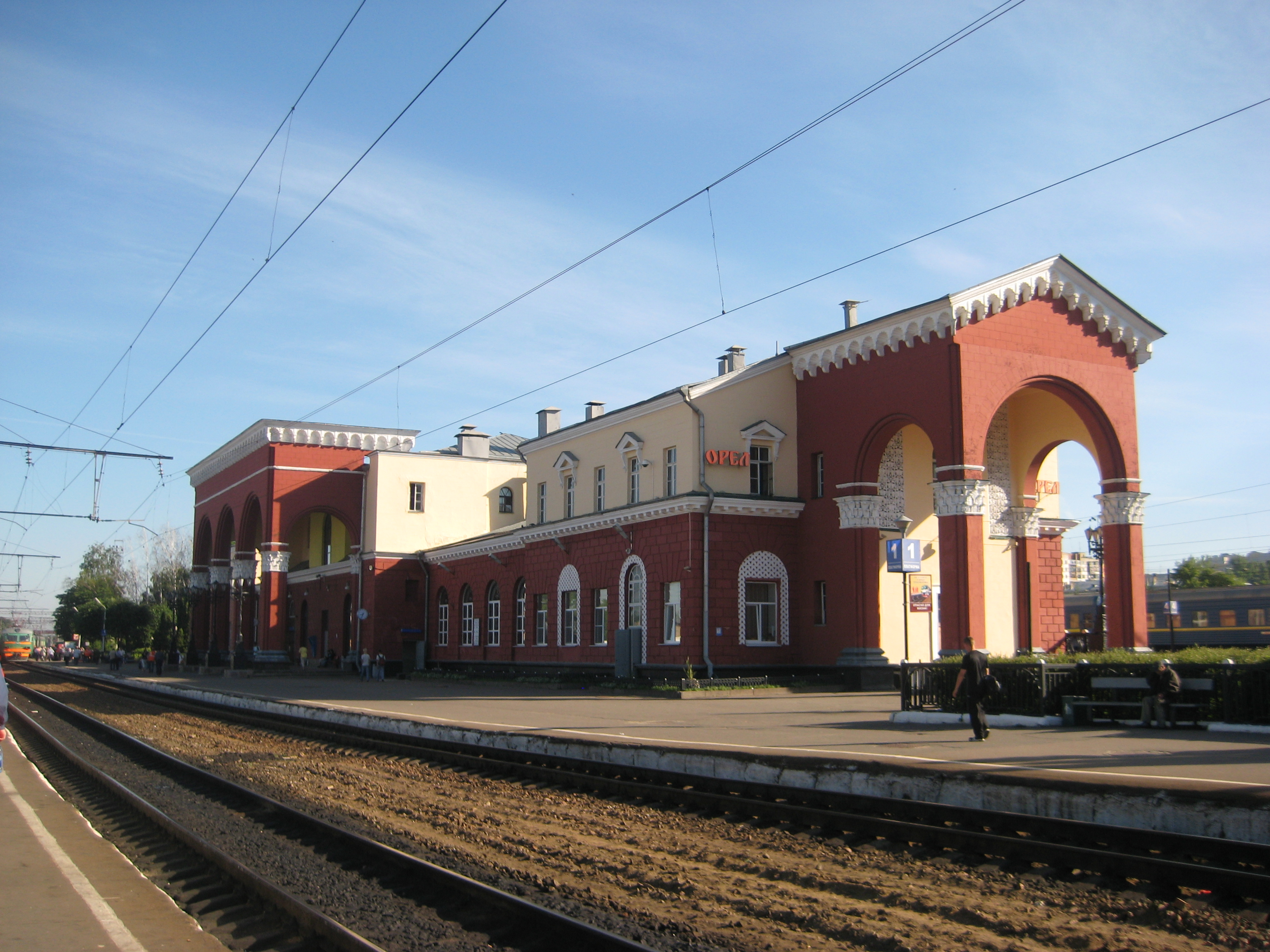
Dworzec kolejowy w Orle

Gospodarka obwodu, po rozpadzie ZSRR pogrążona jest w kryzysie.
Podstawowymi źródłami utrzymania dla mieszkańców obwodu jest praca w rolnictwie, przemyśle i usługach.

### Przemysł
Głównym centrum gospodarczym i ośrodkiem przemysłowym na terenie rejonu jest jego stolica – miasto Oreł. Znajdują się tam m.in. zakłady przemysłu metalurgicznego, elektromaszynowego, lekkiego, spożywczego, włókienniczego, chemicznego i budowlanego, a także inne przedsiębiorstwa, m.in. fabryka ceramiki.
Także w innych większych miastach obwodu znajdują się m.in.
przedsiębiorstwa przemysłu spożywczego, włókienniczego i budowlanego.

### Rolnictwo
Duże znaczenie w gospodarce obwodu odgrywa rolnictwo, któremu sprzyjają korzystne warunki klimatyczne i glebowe. Najczęściej uprawiane są zboża, głównie kukurydza i pszenica, w mniejszym stopniu żyto, a także konopie, buraki cukrowe, rośliny pastewne oraz ziemniaki i warzywa, a także, na niewielką skalę – owoce.
Chów i hodowla obejmuje głównie bydło domowe i trzodę chlewną, a także drób, a w mniejszym zakresie – owce i kozy.

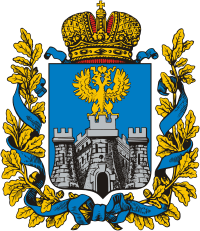
herb guberni orłowskiej, 1878

## Symbole regionu
Herb obwodu orłowskiego nawiązuje do herbu dawnej guberni orłowskiej, który z kolei został opracowany na podstawie herbu stolicy regionu – Orła.
Flaga obwodu na postać herbu regionu umieszczonego na tle czerwono-niebieskiego sztandaru.

## Tablice rejestracyjne
Tablice pojazdów zarejestrowanych w obwodzie orłowskim mają oznaczenie 57 w prawym górnym rogu nad flagą Rosji i literami RUS.